# Leroy Lovett
Pour les articles homonymes, voir Lovett.
Leroy C. Lovett, Jr. (parfois appelé « Lee » Lovett ou Leroy« Lee » Lovett) est un pianiste et arrangeur de jazz américain né à Germantown (Pennsylvanie) le 17 mars 1919 et mort le 9 décembre 2013 à Chatsworth (Los Angeles). 

## Biographie
Leroy Lovett étudie le piano de 4 à 14 ans avec Sophie Stokowski, l'épouse du chef d'orchestre Leopold Stokowski. Il commence à composer dès son adolescence.  
Après ses études secondaires, il est admis à l'université Temple, où il obtient un Bachelor of Arts (licence) en musique.  
Puis il étudie  le système de Schillinger, une méthode de composition conçue par Joseph Schillinger qui a été employée par des compositeurs tels que George Gershwin ou Toshiko Akiyoshi.
Pendant les années 1940, il travaille avec Tiny Bradshaw, Mercer Ellington et Lucky Millinder. Au début des années 1950, il rejoint l'orchestre de Johnny Hodges avec lequel il restera jusqu'en 1955, enregistrant plusieurs albums. Il participe aussi à des sessions d'enregistrement avec Al Sears, Al Hibbler (en) et Billie Holiday ( Lady Sing the Blues, 1955). À la fin des années 1950, il fait partie des orchestres de Cootie Williams, Harry Carney et Cat Anderson. Puis, il dirige un grand orchestre à Philadelphie et réalise deux albums sous son nom. Plus tard, il travaille au sein de la maison de disques Motown de 1968 à 1973. Il était toujours actif dans les années 1980, jouant avec The Melodymakers à partir de 1987. 

## Discographie
- Jazz Dance Party (Strand 1055, 1959)
- Lee plus 3 (Strand 1057, 1959)